# Singspiel

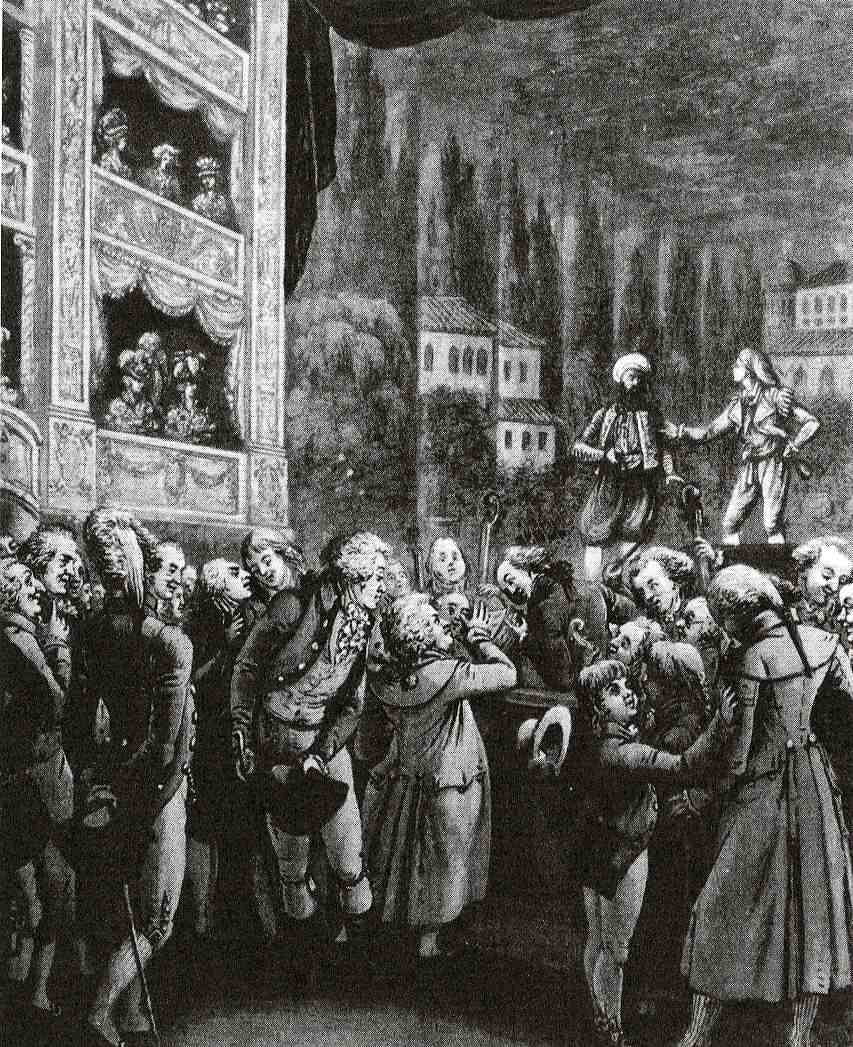
W.A. Mozart podczas wykonania singspielu Uprowadzenie z seraju w 1789 roku

Singspiel (niem. Singspiel, pol. komedio-opera lub śpiewogra) – utwór sceniczny oparty na tekście mówionym ze wstawkami muzycznymi, głównie pieśniami zwrotkowymi, prostymi ariami i nieskomplikowanymi partiami zespołowymi. Gatunek rozwinął się w Niemczech pod wpływem angielskiej opery balladowej i francuskiego wodewilu.

## Początki w Lipsku
W 1747 roku Christian Felix Weiße (1726–1804), przez kilka lat ochmistrz młodego, bawiącego w Paryżu, arystokraty, znający angielski i francuski i zafascynowany francuską opéra comique, dokonał przeróbki angielskiej opery balladowej The Devil to Pay. Sztuka z muzyką J.G. Standfußa zdobyła sobie wielką popularność i przyniosła szereg naśladownictw. Początkowo nowa forma muzyczna rozwinęła się w Lipsku. Współpraca Weißego i kompozytora Johanna Adama Hillera (1728–1804) zaowocowała na tamtejszej scenie 12. pogodnymi, zgrabnymi i melodyjnymi utworami, które przez około sto lat utrzymały się na scenach niemieckich, inspirując kolejne pokolenia twórców. W 1764 roku Weiße i Hiller zadebiutowali krotochwilą Der Teufel ist los, odnieśli potem sukcesy w Lottchen am Hofe, Die Liebe auf dem Lande (1768) i Die Jagd (1770), najpopularniejszej do Wolnego strzelca operze niemieckiej. Hiller korzystał nie tylko ze wzorów angielskich, ale i z francuskich wodewilów: Minette à la cour stała się wzorem dla Die Liebe auf dem Lande, a Le roi et le fermier Sedaine'a dla Die Jagd. Sukces Die Jagd przyniósł zalew singspielów Christiana Gottloba Neefe (1748–1798), Johanna André (1741–1799) czy Johanna Friedricha Reichardta (1752–1814).

## Rozkwit gatunku
Rosnąca popularność singspielu nie uszła uwadze ojca Mozarta. Jesienią 1768 roku w malutkim teatrzyku ogrodowego pawilonu Mesmera w Wiedniu młody kompozytor poprowadził wykonanie swego pierwszego singspielu Bastien i Bastienne. Swoich sił w nowym gatunku próbował również Joseph Haydn pisząc dla komika Felixa Kurtza muzykę do krotochwili Der krumme Teufel. Od muzycznych żartów, stanowiących potpourri z jego własnych oper buffa i comique, nie stronił również Gluck, pisząc między innymi: Pellerins de la Mecque i Le cadi dupé. W Wiedniu, który stał się drugim ośrodkiem rozwoju singspielu, wymagano od nowego gatunku muzycznego mniej uczucia i nastrojowości, a więcej dowcipu. Publiczność wychowana na weneckim teatrze muzycznym spragniona była przede wszystkim zabawy. 
W stworzenie wiedeńskiej odmiany opery buffa zaangażował się też cesarz Józef II. Po czterech latach nieudanych eksperymentów różnych kapelmistrzów, cesarz zwrócił się do Mozarta o napisanie muzyki, a do aktora i reżysera Gottlieba Stephanie (1741–1800) o dostarczenie odpowiedniego tekstu. Stephanie wziął na warsztat temat turecki, cieszący się powodzeniem u publiczności berlińskiej. Wystawione rok później (1782) Uprowadzenie z seraju zostało przyjęte z wielkim entuzjazmem przez publiczność. W tydzień później doszło w Hofburgu do dziękczynnej audiencji kompozytora, która w zasadniczy sposób zaważyła na dalszym mecenacie cesarskim. Cesarz stwierdził wówczas: Zbyt piękne to dla naszych uszu drogi Mozarcie. I strasznie dużo nut, a Mozart zamiast przełknąć naganę odpalił: Akurat tyle nut, ile trzeba. W kilka lat później kompozytor napisał wprawdzie we współpracy ze Stephanie'm niewielki okolicznościowy utwór Dyrektor teatru, na kolejne zlecenie cesarskie przyszło mu jednak czekać do 1789 roku, a w międzyczasie i cesarz i kompozytor przestali już marzyć o wiedeńskiej operze buffa. Kolejny singspiel Mozarta Così fan tutte do tekstu Lorenzo Da Ponte okazał się utworem chybionym ze względu na trudności z opracowaniem przedłożonej libreciście anegdoty w rozbudowany spektakl. Dwa lata później Mozart napisał jeszcze jeden singspiel: Czarodziejski flet (1791), jedno z najdoskonalszych dzieł scenicznych kompozytora, należące współcześnie do żelaznego kanonu teatrów operowych na świecie.
Na lata pomiędzy premierą Uprowadzenia z seraju a Così fan tutte przypada premiera jednego z najzabawniejszych singspieli wiedeńskich Lekarza i aptekarza Karla Dittersdorfa. Utwór napisany do libretta Stephanie'ego przynosi bardzo udaną transpozycję wątku Romea i Julii w środowisko mieszczańskie. Po licznych zawiłych perypetiach syna lekarza i córkę aptekarza łączy błogosławieństwo pogodzonych ze sobą ojców. Spektakl wystawiony w 1786 roku w krótkim czasie podbił publiczność wiedeńską i sceny europejskie.
W późniejszych latach tradycję wiedeńskiego singspielu kontynuowali odnosząc pewne sukcesy: Ferdinand Kauer autor Das Donauweibchen; Johann Baptist Schenk, który skomponował słynnego Der Dorfbarbier, przyjaciel Beethovena i Schuberta; Ignaz von Seyfried, uczeń Haydna, dla którego Schikaneder napisał teksty Rodryga i Kunegundy; Joseph Weigl odnoszący sukcesy Familią szwajcarską i Kleopatrą wystawioną w mediolańskiej La Scali; oraz Adalbert Gyrowetz, autor cieszącego się sporym powodzeniem Okulisty. Singspiele tworzył także Antonio Salieri.

## Późniejsza recepcja
Próby pisania singspieli, choć bez większego powodzenia podejmował Franz Schubert. Zachowały się dwa jego utwory: Des Teufels Lustschloss i Die Zwillingsbrüder. Ze zdobyczy gatunku korzystali również Carl Maria von Weber i Felix Mendelssohn-Bartholdy. W XX wieku pojawiał się sporadycznie, np. w Mahagonny-Songspiel (znanym także jako The Little Mahagonny) Kurta Weilla z 1927 r.
W Polsce singspiel przyjął się pod nazwą śpiewogry. Do najwybitniejszych tego typu utworów należą: Nędza uszczęśliwiona M. Kamieńskiego (1778), Agatka J.D. Hollanda (1784) i Cud mniemany czyli Krakowiacy i Górale W. Bogusławskiego i J. Stefaniego (1794).